# Apolonka (Łódź)
Pour les articles homonymes, voir Apolonka.
Apolonka (prononciation [apɔˈlɔŋka]) est un village de la gmina de Wolbórz, du powiat de Piotrków, dans la voïvodie de Łódź, situé dans le centre de la Pologne.
Sa population est approximativement de 40 habitants en 2005.

## Administration
De 1975 à 1998, le village était attaché administrativement à l'ancienne voïvodie de Piotrków.

Depuis 1999, il fait partie de la nouvelle voïvodie de Łódź.